# Radu Bălescu

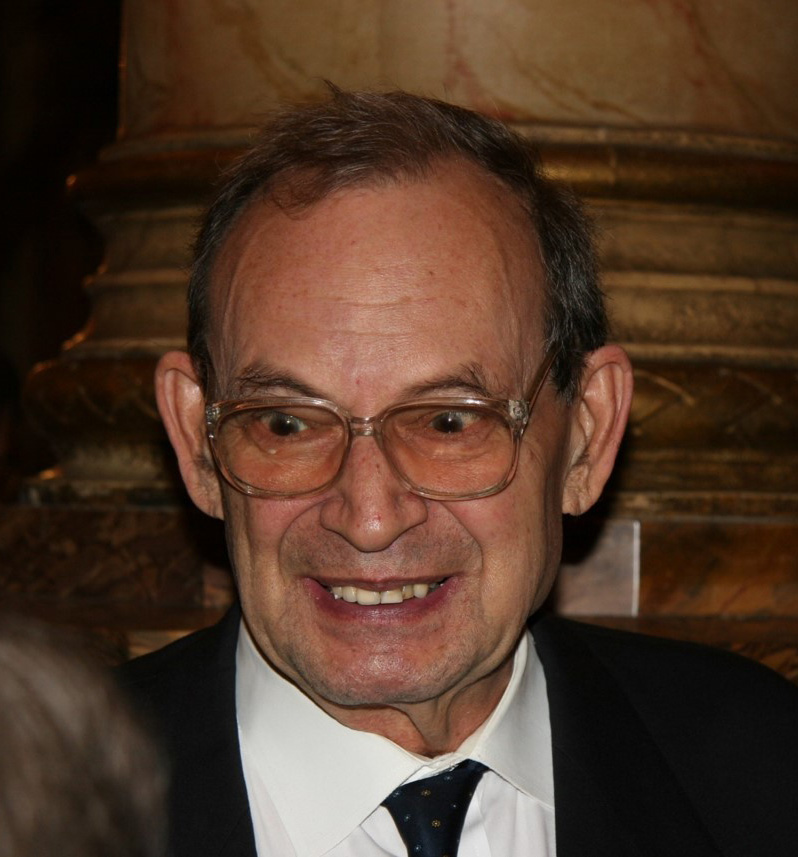
Radu Bălescu

Radu Bălescu (* 18. Juli 1932 in Bukarest; † 1. Juni 2006 ebenda) war ein rumänischstämmiger belgischer Physiker, der sich mit statistischer Physik und Plasmaphysik beschäftigte.
Bălescu ging in Bukarest und ab 1948 in Ixelles zur Schule und studierte ab 1950 an der Université Libre de Bruxelles (ULB), an der er 1958 bei Ilya Prigogine promoviert wurde. Er war Assistent von Prigogine und ab 1964 Professor an der ULB. Er starb während eines Besuchs in Bukarest.
Bălescu befasste sich mit der statistischen Physik von geladenen Teilchen und Plasmen mit Anwendungen auf die Transporttheorie in magnetisch eingeschlossenen Plasmen wie dem Tokamak Reaktor. Er war auch mehrere Jahrzehnte in der Kernfusionsforschung aktiv.
1970 erhielt er den Francqui-Preis. 2000 erhielt er den ersten Hannes-Alfvén-Preis der Abteilung Plasmaphysik der European Physical Society. Er war seit 1970 korrespondierendes und seit 1985 ordentliches Mitglied der Königlichen Akademie der Wissenschaften und Schönen Künste von Belgien sowie Ehrenmitglied der Rumänischen Akademie.

## Schriften
- Statistical Mechanics of Charged Particles, New York, Interscience 1963 (auch ins Russische übersetzt)
- Equilibrium and Non Equilibrium Statistical Mechanics, Wiley 1975 (auch ins Russische übersetzt)
- Transport Processes in Plasmas, 2 Bände, North Holland 1988 (auch ins Chinesische übersetzt)
- Statistical Dynamics: Matter out of Equilibrium, Imperial College Press 1997